# Нагрудный знак «Почётный полярник»
Нагрудный знак «Почётный полярник» — ведомственная награда в СССР и Российской Федерации. Российский нагрудный знак был утвержден 18 октября 2005 года Министерством транспорта Российской Федерации. Знаком награждаются работники организаций морского транспорта, сотрудники Министерства, центрального аппарата Федерального агентства морского и речного транспорта, его территориальных органов и иные лица, внесшие значительный вклад в развитие Северного морского пути. Предшественником российского знака в СССР был нагрудный знак «Почётному полярнику».

## Нагрудный знак «Почётному полярнику» в СССР
Знак «Почётному полярнику» был учрежден 2 августа 1938 года постановлением № 866 Совнаркома СССР для награждения лиц, внесших значительный вклад в освоение Арктики. 15 августа 1939 года начальник Главсевморпути О. Ю. Шмидт утвердил положение о знаке.
Первая партия этих знаков была сделана из серебра, а затем их стали штамповать из бронзы. Первыми нагрудными знаками «Почётному полярнику» были удостоены члены экипажа ледокольного парохода «Георгий Седов», позднее — капитан ледокола «Л. Каганович» М. В. Готский.

### Описание знака
Первоначально знак представлял собой земной шар голубого цвета, с нанесенной на него сеткой параллелей и меридианов. На его фоне — ледокол «И. Сталин», идущий во льдах. Внизу размещены якорь и крылья. Вверху, на Северном полюсе — самолёт дальней авиации. Справа от шара — серп и молот. Над земным шаром развевается красный флаг с надписью: «Почетному полярнику». После 1957 года надпись на ледоколе сменилась на «В. Ленин».

## Нагрудный знак «Почётный полярник» в РФ
В 2001 году приказом Минтранса РФ было утверждено "Положение о нагрудном значке «Почётному полярнику», согласно которому значком награждались «сотрудники центрального аппарата и территориальных органов министерства, работники организаций, учреждений и предприятий морского транспорта независимо от форм собственности и подчиненности, члены отраслевых профсоюзов и иных общественных организаций, а также лица, активно содействующие развитию морского транспорта».
С 18 октября 2005 года нагрудный знак «Почётный полярник» является ведомственной наградой Министерства транспорта Российской Федерации, которой награждаются работники организаций морского, воздушного и внутреннего водного транспорта, сотрудники Министерства, центрального аппарата Федерального агентства морского и речного транспорта, его территориальных органов, и иные лица, внесшие значительный вклад в развитие Северного морского пути.
Награждение нагрудным знаком производится приказом Минтранса. Вручение нагрудного знака производится в торжественной обстановке, как правило, по месту работы награжденного.

### Описание знака
Представляет собой синий земной шар с золотистым рельефным изображением ледокола на нем. Под ледоколом — стилизованное изображение замерзшего моря в виде двух полос — белой и синей. Верхняя кромка белой полосы изогнутая.
В верхней части нагрудного знака над земным шаром расположен развивающийся флаг Министерства транспорта Российской Федерации. Слева — золотистыми буквами слова: «Почетный полярник», а справа между древком флага и земным шаром расположена золотистая лавровая ветвь. В нижней части нагрудного знака под стилизованным изображением моря по центру расположено изображение якоря и крыльев.
Высота нагрудного знака — 34 мм. Ширина нагрудного знака — 25 мм. На оборотной стороне нагрудного знака имеется приспособление для крепления к одежде.
Нагрудный знак номера не имеет.

### Правила ношения
Нагрудный знак носится на правой стороне груди, располагается после нагрудного знака «Почётный работник транспорта России» и ниже государственных наград Российской Федерации, СССР и РСФСР.